# São José do Ouro
São José do Ouro är en kommun i Brasilien.   Den ligger i delstaten Rio Grande do Sul, i den södra delen av landet, 1 400 km söder om huvudstaden Brasília. Antalet invånare är 6 906.
Omgivningarna runt São José do Ouro är en mosaik av jordbruksmark och naturlig växtlighet. Runt São José do Ouro är det mycket glesbefolkat, med 7 invånare per kvadratkilometer.